# Attagenus quadricolor
Attagenus quadricolor is een keversoort uit de familie spektorren (Dermestidae). De wetenschappelijke naam van de soort werd in 1907 gepubliceerd door Sumakov.